# Загурский, Ежи
Е́жи Загу́рский (пол. Jerzy Zagórski; 13 декабря 1907, Киев — 15 августа 1984, Варшава) — польский писатель, поэт и переводчик, Праведник мира (Яд Вашем, 1977 г.).

## Биография
Сын адвоката. Брат журналиста Вацлава Загурского.
До и после Второй мировой войны был поэтом и писателем, руководителем литературного объединения. Его жена Мария (позже он будет признана праведником мира вместе с ним) была переводчиком литературы.
Во время войны Загорские, жившие с тремя детьми в пригороде Варшавы, приютили у себя 18 евреев, в том числе бежавших из гетто. Некоторых из них они выдавали за своих родственников, в том числе снабжали документами. Позже во время Варшавского восстания супруги сражались против оккупантов в разных отрядах. Оба они пережили войну.
Супруги Загурские были признаны праведниками мира израильским Институтом Катастрофы и героизма Яд ва-Шем в 1977 году.

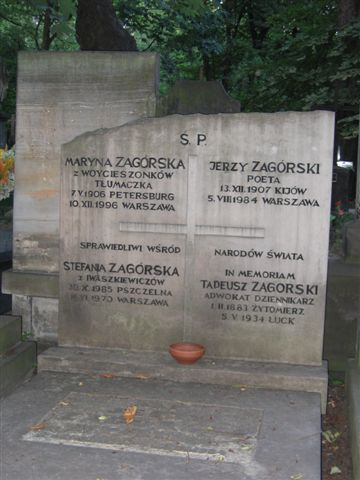
Могила Ежи и Марии Загурских

## Работы

### Довоенные
- Ostrze mostu (1933)
- Przyjście wroga (поэма, 1934)
- Wyprawy (1937)

### Послевоенные
- Święto Winkelrida (a drama; written with Jerzy Andrzejewski in 1944, published in 1946)
- Wieczór w Wieliszewie (1947)
- Indie w środku Europy (1947)
- Męska pieśń (1954)
- Czas Lota (1956)
- Olimp i ziemia (1957)
- Krawędź (1959)
- Bajka pienińska (1961)
- Oto nurt (1963)
- Biały bez. Wiersze dla żony (1963)
- Pancerni (a poem; 1964)
- Królestwo ryb (1967)
- Rykoszetem (1969)
- Tam, gdzie diabeł pisze listy (1970)
- Komputerie i dylematy (1975)